# Via Phạm Ngũ Lão
La via Phạm Ngũ Lão si trova nel distretto 1 della città di Ho Chi Minh, un tempo nota con il nome di Saigon, in Vietnam. Prende il nome dall'eroe nazionale Phạm Ngũ Lão. L'incrocio tra Phạm Ngũ Lão e Đề Thám è indicato come il distretto dei backpacker. Questa zona è frequentata sia da gente del posto sia da turisti i quali si riversano nei mercati della zona (sia all'aperto che al chiuso) per comprare vestiti a poco prezzo (alcuni dei quali sono contraffatti), DVD, souvenir e cimeli della guerra del Vietnam. Tutti i bar e le caffetterie di questo quartiere sono comodamente situati vicino al centro di Saigon. Nella lingua vietnamita, questa zona è chiamata "khu Tay ba lo" (area del Backpacker).